# Andoni Alonso Lana
Andoni Alonso Lana (Bilbao, España, 17 de enero de 1980) es un exfutbolista y entrenador de fútbol español. Actualmente está libre.

## Trayectoria

### Como entrenador
Andoni inició su trayectoria en los banquillos dirigiendo a los equipos juveniles de San Jorge y Oberena en los que estuvo durante 5 años en fútbol base formativo.
En 2014, dirige al Rotxapea CD de liga regional con el que lograría el ascenso a Territorial Preferente y en el que permanecería durante otra temporada más. 
En la temporada 2016-17, firma por el Club Deportivo Idoya de la Tercera División de España, con el que finalizó en octava posición.
En la temporada 2017-18, firma por la UD Mutilvera de la Tercera División de España. En su primera temporada logró el título de campeón del grupo XV de Tercera División y jugó la fase de ascenso pero no logró el ascenso.
En la siguiente campaña, disputó la Copa del Rey y volvió a alcanzar la fase de ascenso a la Segunda División B de España, quedando en tercera posición pero no logró el ascenso. 
En la temporada 2019-20, tras volver a quedar en primera posición del grupo navarro, si logró el ascenso a la Segunda División B de España.
En las temporadas 2020-21 y 2021-22, lograría mantener a la Unión Deportiva Mutilvera, tanto en la Segunda División B de España como en la Segunda Federación, respectivamente.
El 27 de mayo de 2022, renueva como entrenador UD Mutilvera para continuar dirigiendo en la Segunda Federación.
El 7 de noviembre de 2022, fue destituido de la UD Mutilvera tras 7 derrotas consecutivas, siendo sustituido por Jon Erice, jugador del club hasta ese momento.
El 16 de junio de 2023, firma como entrenador del CD Izarra de la Segunda Federación.
El 23 de octubre de 2023, es destituido como entrenador del CD Izarra de la Segunda Federación.

## Clubes
| Club                 | País              | Año       |
| -------------------- | ----------------- | --------- |
| Rotxapea CD          | Bandera de España | 2014-2016 |
| Club Deportivo Idoya | Bandera de España | 2016-2017 |
| UD Mutilvera         | Bandera de España | 2017-2022 |
| CD Izarra            | Bandera de España | 2023      |